# Robert Almer
Pour les articles homonymes, voir Almer.
Robert Almer est un footballeur autrichien, né le 20 mars 1984 à Bruck an der Mur. Il évolue au poste de gardien de but.

## Biographie

### En club
Il commence sa carrière de footballeur au club autrichien du Sturm Graz où il signe son premier contrat pro. Grâce à de bonnes performances il signe dans un des deux clubs de la capitale, l'Austria Vienne. 
Avant de pourvoir jouer dans son nouveau club il est prêté dans trois autres clubs autrichiens : à l'Untersiebenbrunn pendant la saison 2002-2003, au Rheindorf Altach en 2004 puis au DSV Leoben. 
Lors de la saison 2004-2005, il joue avec l'équipe réserve de l'Austria Vienne. En 2006, il rejoint le club du SV Mattersburg où il reste deux saisons et dispute une vingtaine de matchs. Il retourne ensuite à l'Austria Vienne, où il dispute cette fois ci une trentaine de matchs durant trois saisons. 
En 2011, il s'engage avec le club allemand du Fortuna Düsseldorf en deuxième division allemande.  

### En équipe nationale
Robert est appelé pour disputer le Championnat d'Europe des moins de 19 ans en 2003. Il joue tous les matchs de poules puis la demi-finale que l'équipe perd contre le Portugal. Au total il joue une trentaine de matchs avec les sélections de jeunes. 
En novembre 2009, il est convoqué pour jouer avec l'équipe A contre l'Espagne. Le 15 novembre 2011, il fait officiellement ses débuts avec l'équipe A lors d'un match contre l'Ukraine.  

## Statistiques détaillées
| Saison                | Club                  | Championnat           | Championnat | Championnat | Coupe(s) nationale(s) | Coupe(s) nationale(s) | Compétition(s) continentale(s) | Compétition(s) continentale(s) | Compétition(s) continentale(s) | Autriche | Autriche | Total | Total |
| Saison                | Club                  | Division              | M.          | B.          | M.                    | B.                    | Comp.                          | M.                             | B.                             | M.       | B.       | M.    | B.    |
| 2006-2007             | SV Mattersburg        | Bundesliga            | 9           | 0           | 3                     | 0                     | -                              | -                              | -                              | -        | -        | 12    | 0     |
| 2007-2008             | SV Mattersburg        | Bundesliga            | 11          | 0           | -                     | -                     | C3                             | 4                              | 0                              | -        | -        | 15    | 0     |
| Sous-total            | Sous-total            | Sous-total            | 20          | 0           | 3                     | 0                     | -                              | 4                              | 0                              | 0        | 0        | 27    | 0     |
| 2008-2009             | Austria Vienne        | Bundesliga            | 5           | 0           | 4                     | 0                     | C3                             | -                              | -                              | -        | -        | 9     | 0     |
| 2009-2010             | Austria Vienne        | Bundesliga            | 6           | 0           | 2                     | 0                     | C3                             | 5                              | 0                              | -        | -        | 13    | 0     |
| 2010-2011             | Austria Vienne        | Bundesliga            | 10          | 0           | 3                     | 0                     | C3                             | -                              | -                              | -        | -        | 13    | 0     |
| Sous-total            | Sous-total            | Sous-total            | 21          | 0           | 9                     | 0                     | -                              | 5                              | 0                              | 0        | 0        | 35    | 0     |
| 2011-2012             | Fortuna Düsseldorf    | 2.Bundesliga          | 12          | 0           | -                     | -                     | -                              | -                              | -                              | 2        | 0        | 14    | 0     |
| 2012-2013             | Fortuna Düsseldorf    | Bundesliga            | 1           | 0           | -                     | -                     | -                              | -                              | -                              | 6        | 0        | 7     | 0     |
| Sous-total            | Sous-total            | Sous-total            | 13          | 0           | 0                     | 0                     | -                              | 0                              | 0                              | 8        | 0        | 21    | 0     |
| 2013-2014             | Energie Cottbus       | 2.Bundesliga          | 18          | 0           | 2                     | 0                     | -                              | -                              | -                              | 6        | 0        | 26    | 0     |
| Sous-total            | Sous-total            | Sous-total            | 18          | 0           | 2                     | 0                     | -                              | 0                              | 0                              | 6        | 0        | 26    | 0     |
| Total sur la carrière | Total sur la carrière | Total sur la carrière | 72          | 0           | 14                    | 0                     | -                              | 9                              | 0                              | 14       | 0        | 109   | 0     |

## Palmarès

### En club
- Austria Vienne
  - Championnat d'Autriche : Vice-champion 2017
  - Vainqueur de la Coupe d'Autriche en 2009.

### En sélection
- Autriche -19 ans
  - Demi-finaliste du Championnat d'Europe de football des moins de 19 ans en 2003.